# Нојбојерн
Нојбојерн (њем. Neubeuern) град је у њемачкој савезној држави Баварска. Једно је од 46 општинских средишта округа Розенхајм. Према процјени из 2010. у граду је живјело 4.211 становника. Посједује регионалну шифру (AGS) 9187154.

## Географски и демографски подаци
Нојбојерн се налази у савезној држави Баварска у округу Розенхајм. Град се налази на надморској висини од 478 метара. Површина општине износи 15,3 km². У самом граду је, према процјени из 2010. године, живјело 4.211 становника. Просјечна густина становништва износи 275 становника/km².